# Montserrat González
Montserrat González (1 de julio de 1994, Asunción) es una jugadora profesional de Paraguay que ha ganado once títulos individuales y cuatro de dobles de la Federación Internacional de Tenis.
González logró entrar al cuadro principal del US Open de 2016, tras pasar la clasificación. Llegó a segunda ronda donde pierde con la preclasificada 10 y finalista del US Open de 2016 Karolína Plíšková.

### Individuales (8–7)
| Leyenda             |
| ------------------- |
| Torneos de $100,000 |
| Torneos de $80,000  |
| Torneos de $60,000  |
| Torneos de $25,000  |
| Torneos de $10,000  |

| Finales por superficie |
| ---------------------- |
| Dura (3)               |
| Arcilla (8)            |
| Hierba (0–0)           |
| Carpeta (0–0)          |

| N.º | Fecha                    | Torneos                     | Superficie | Rival              | Marcador            |
| --- | ------------------------ | --------------------------- | ---------- | ------------------ | ------------------- |
| 1.  | 29 de abril de 2013      | Villa Allende, Argentina    | Arcilla    | Constanza Vega     | 6–4, 6–1            |
| 2.  | 6 de mayo de 2013        | Villa María, Argentina      | Arcilla    | Camila Silva       | 6–3, 4–6, 6–3       |
| 3.  | 27 de mayo de 2013       | Quintana Roo, México        | Dura       | Ana Sofía Sánchez  | 4–6, 7–6(4), 7–6(1) |
| 4.  | 22 de julio de 2013      | São José dos Campos, Brasil | Arcilla    | Laura Pigossi      | 6–3, 6–2            |
| 5.  | 23 de septiembre de 2013 | Lambaré, Paraguay           | Arcilla    | Lauren Albanese    | 6–2, 6–1            |
| 6.  | 9 de diciembre de 2013   | Mata de São João, Brasil    | Arcilla    | Catalina Pella     | 6–3, 6–1            |
| 7.  | 18 de enero de 2016      | Guarujá, Brasil             | Dura       | Sorana Cîrstea     | 1–6, 7–6(5), 6–2    |
| 8.  | 23 de diciembre de 2017  | Luque, Paraguay             | Dura       | Nika Kukharchuk    | 1-6 6-3 6-0         |
| 9.  | 25 de marzo de 2018      | Hammamet, Túnez             | Arcilla    | Isabella Shinikova | 7-6(4) 6-2          |
| 10. | 8 de abril de 2018       | Hammamet, Túnez             | Arcilla    | Lea Boskovic       | 2-6 6-2 6-2         |
| 11. | 31 de marzo de 2019      | Cancún, México              | Arcilla    | Emily Appleton     | 6-7 6-1 6-3         |

### Dobles (4–0)
| Torneos de $100,000 |
| Torneos de $80,000  |
| Torneos de $60,000  |
| Torneos de $25,000  |
| Torneos de $15,000  |
| Torneos de $10,000  |

| Finales por superficie |
| ---------------------- |
| Dura (1–0)             |
| Arcilla (3–0)          |
| Hierba (0–0)           |
| Carpeta (0–0)          |

| N.º | Fecha                   | Torneos                  | Superficie | Compañera             | Rival                              | Marcador         |
| --- | ----------------------- | ------------------------ | ---------- | --------------------- | ---------------------------------- | ---------------- |
| 1.  | 29 de abril de 2013     | Villa Allende, Argentina | Arcilla    | Sara Giménez          | Victoria Bosio Aranza Salut        | 6–4, 6–0         |
| 2.  | 24 de agosto de 2015    | San Luis Potosí, México  | Dura       | Ana Sofía Sánchez     | María Fernanda Alves Laura Pigossi | 4–6, 6–3, [10–8] |
| 3.  | 23 de noviembre de 2015 | Santiago, Chile          | Arcilla    | Ana Sofía Sánchez     | Catalina Pella Daniela Seguel      | 6–4, 7–6(3)      |
| 4.  | 18 de junio de 2017     | Barcelona, España        | Arcilla    | Silvia Soler Espinosa | Julia Glushko Priscilla Hon        | 6-4 6-3          |

## Finales de Grand Slam Junior (0–1)

### Dobles
| Resultado   | Año  | Campeonato    | Superficie | Compañera           | Rivales                           | Marcador         |
| ----------- | ---- | ------------- | ---------- | ------------------- | --------------------------------- | ---------------- |
| Subcampeona | 2012 | Roland Garros | Arcilla    | Beatriz Haddad Maia | Daria Gavrilova Irina Khromacheva | 6–4, 4–6, [8–10] |